# 貴今
貴今（?-?），姓氏不详，為李氏朝鮮成宗時代之醫女，本為私婢出身，七歲起隨濟州醫女長德學習醫術，十六歲學成，盡得醫治牙患及瘡痛之術，後來得到朝廷賞識而被賜為醫女，生活因此有所改善。

## 傳授醫術風波
朝廷曾派兩位醫女跟貴今學習醫術，最後以失敗告終，朝廷因此懷疑貴今欲獨存其醫術，以求「獨擅其利」，然而，貴今解釋：“不是我不肯傳授醫術，而是朝廷派的兩位醫女資質太差，未能盡得真傳罷了。”

## 關聯項目
- 醫女
- 長德